# Покрајина Албасете
Покрајина Албасете (шп. Provincia de Albacete) је покрајина Шпаније у аутономној заједници Кастиља-Ла Манча. Главни град је Албасете.